# Relaciones Brasil-México
Las naciones de Brasil y México establecieron relaciones diplomáticas en 1825.  En conjunto, la República Federal de Brasil y los Estados Unidos Mexicanos representan las naciones más pobladas de América Latina y ambas naciones cuentan con las mayores economías emergentes del mundo y son consideradas como potencias regionales.
Ambas naciones son miembros de la Asociación Latinoamericana de Integración, Comunidad de Estados Latinoamericanos y del Caribe, G-20, Naciones Unidas, Organización de Estados Americanos y la Organización de Estados Iberoamericanos para la Educación, la Ciencia y la Cultura.

## Historia

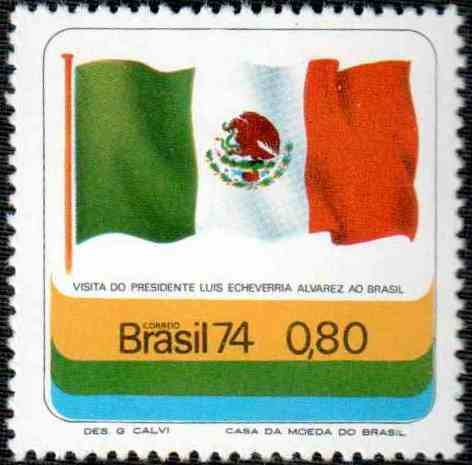
Estampilla brasileña que conmemora la visita del presidente mexicano Luis Echeverría a Brasil; 1974.

Las relaciones diplomáticas entre Brasil y México se establecieron el 9 de marzo de 1825, dos años después de la declaración de independencia de Brasil. En 1831, ambas naciones establecieron misiones diplomáticas residentes en sus respectivas capitales. Durante la década de 1860, ambas naciones eran los únicos países latinoamericanos gobernados por monarcas; en Brasil por el Emperador Pedro II y en México por el Emperador Maximiliano I; ambos eran primos.
En 1914, Brasil pertenecía al grupo regional llamado los Pacto ABC (que también incluía a Argentina y Chile). Estas tres naciones formaron las más ricas e influyentes de Sudamérica en ese momento. Ese año, las naciones del Pacto ABC intervinieron en una disputa diplomática entre los Estados Unidos y México que estaban al borde de la guerra por el Incidente de Tampico y la posterior ocupación de Veracruz por las fuerzas estadounidenses. Las Naciones ABC se reunieron con representantes de Estados Unidos y México en las Cataratas del Niágara, Canadá, para aliviar la tensión entre las dos naciones y evitar la guerra, lo que después no ocurrió. 
Entre 1910 y 1920, las relaciones diplomáticas entre ambas naciones fueron cortadas durante la Revolución Mexicana. Las relaciones diplomáticas se restablecieron en 1920 cuando Brasil reconoció al nuevo gobierno mexicano. En 1922, las misiones diplomáticas en cada una de las capitales fueron elevadas a embajadas.
Durante la Segunda Guerra Mundial, Brasil y México fueron los únicos dos países latinoamericanos en declarar la guerra a las Potencias del Eje y enviar tropas para luchar en el extranjero. Brasil envió una fuerza expedicionaria para luchar en Italia, mientras que México envió el Escuadrón 201 a luchar en las Filipinas.
El 1 de junio de 2002, México y Brasil firmaron un Acuerdo de Complementación Económica (conocido como ACE 53). De conformidad con la decisión del presidente mexicano Enrique Peña Nieto y la presidenta brasileña Dilma Rousseff en julio de 2015, se llevó a cabo la Primera Ronda de Negociaciones del Acuerdo de Complementación Económica en la Ciudad de México, y ambos líderes discutieron los parámetros de las negociaciones y disputaron la creación potencial a mejor acceso a los mercados; reglas de origen y facilitación del comercio; normas comerciales internacionales (barreras técnicas al comercio, coherencia normativa, medidas sanitarias y fitosanitarias, política de competencia, propiedad intelectual, contratación pública); servicios e inversiones, y resolución de disputas.
Ambas naciones han trabajado estrechamente en foros multinacionales sobre objetivos mutuos. En 2018, el presidente mexicano Enrique Peña Nieto y el director general de Pemex, Emilio Lozoya Austin, fueron acusados de recibir sobornos de la empresa multinacional conglomerada brasileña, Odebrecht, en uno de los escándalos de corrupción más grandes del mundo.
En abril de 2023 el ministro de Relaciones Exteriores de Brasil, Mauro Vieira, visitó México para participar en la V reunión de la Comisión Binacional México-Brasil y celebró el centenario de la apertura de la Embajada brasileña en México. En octubre de 2024, el presidente da Silva viajó a México para asistir a la toma de posesión de la presidenta Claudia Sheinbaum. En noviembre de 2024, la presidenta Sheinbaum llegó a Brasil para asistir a la Cumbre del G-20 en Río de Janeiro.

## Visitas de alto nivel

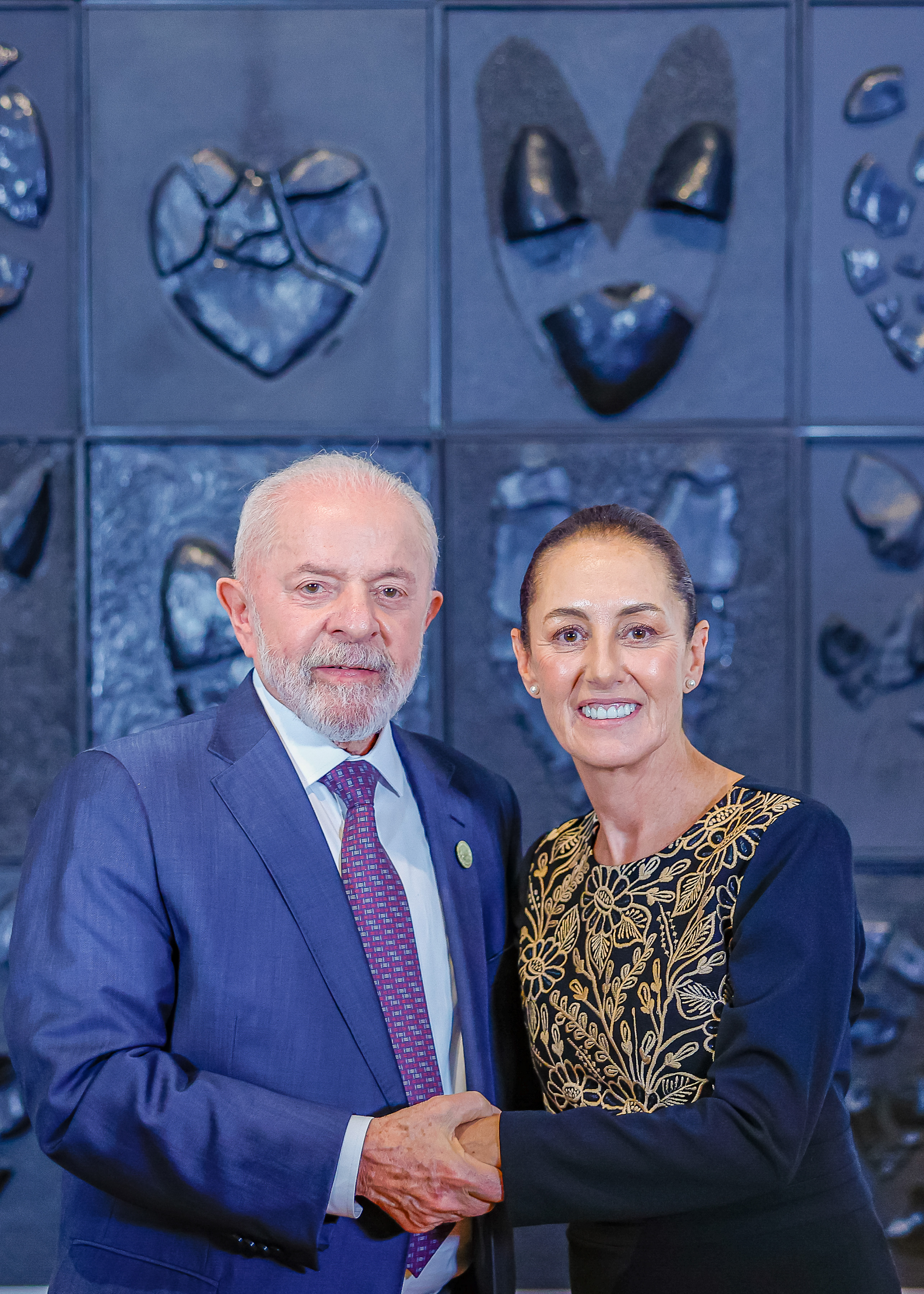
La presidenta Claudia Sheinbaum y el presidente Lula da Silva en la Ciudad de México; octubre de 2024.

Visitas presidenciales de Brasil a México
- Presidente João Goulart (1962)
- Presidente Ernesto Geisel (1978)
- Presidente João Baptista Figueiredo (1983)
- Presidente José Sarney (1987)
- Presidente Fernando Collor de Mello (1991)
- Presidente Fernando Henrique Cardoso (1996, 1999, 2002)
- Presidente Luiz Inácio Lula da Silva (2007, 2010, 2024)
- Presidente Dilma Rousseff (2012, 2015)
- Presidente Michel Temer (2018)

Visitas presidenciales de México a Brasil
- Presidente Adolfo López Mateos (1960)
- Presidente Luis Echeverría Álvarez (1974)
- Presidente José López Portillo (1980)
- Presidente Miguel de la Madrid (1984)
- Presidente Carlos Salinas de Gortari (1990, 1993)
- Presidente Ernesto Zedillo (1999)
- Presidente Vicente Fox (2002, 2004)
- Presidente Felipe Calderón (2009)
- Presidenta Claudia Sheinbaum (2024)

Ministro de Relaciones Exteriores brasileño Ramiro Saraiva Guerreiro asistiendo a la Cumbre Norte-Sur en Cancún junto con el presidente mexicano José López Portillo, 1981.
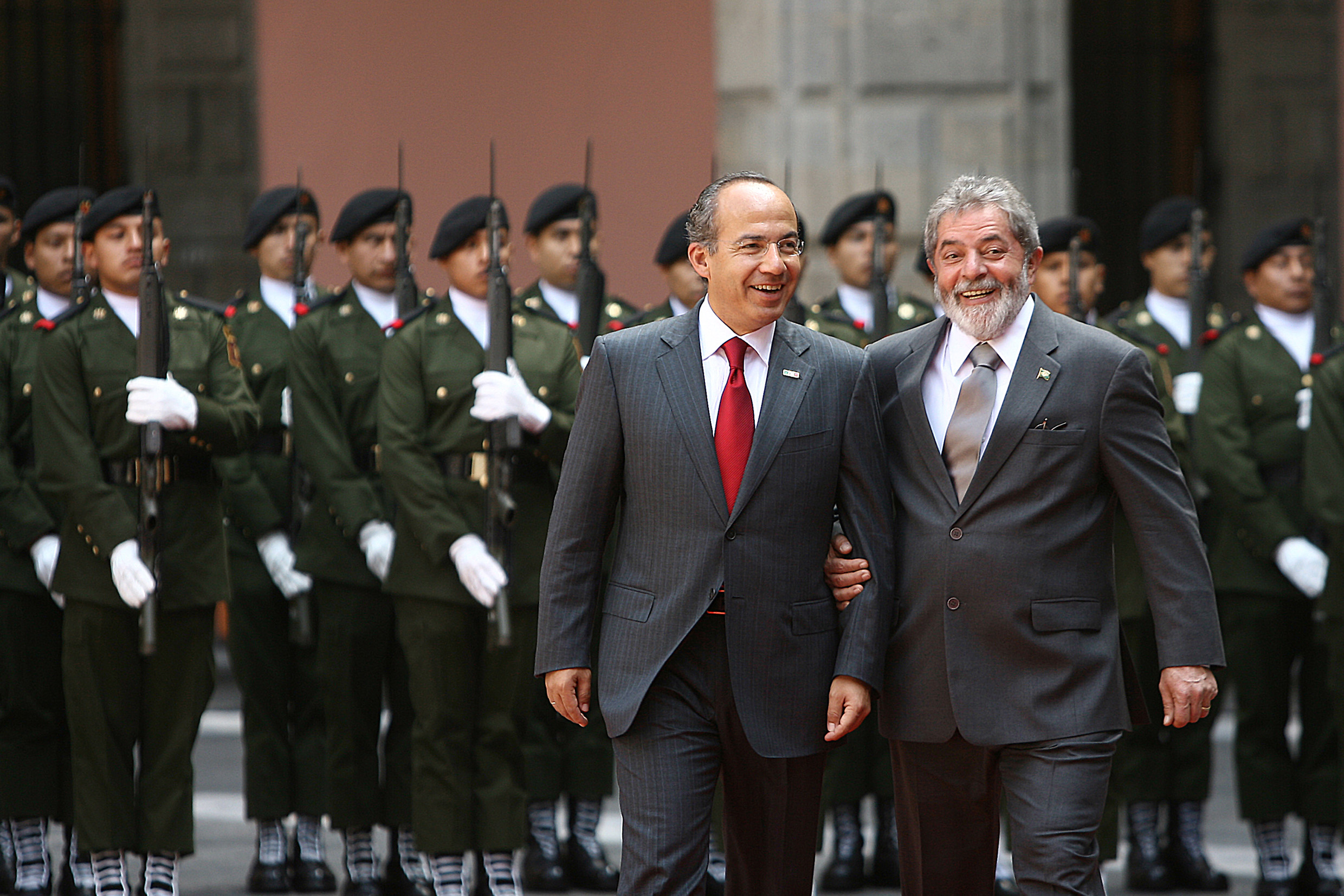
El presidente Felipe Calderón con el presidente de Brasil Luiz Inácio Lula da Silva en la Ciudad de México; agosto de 2007.
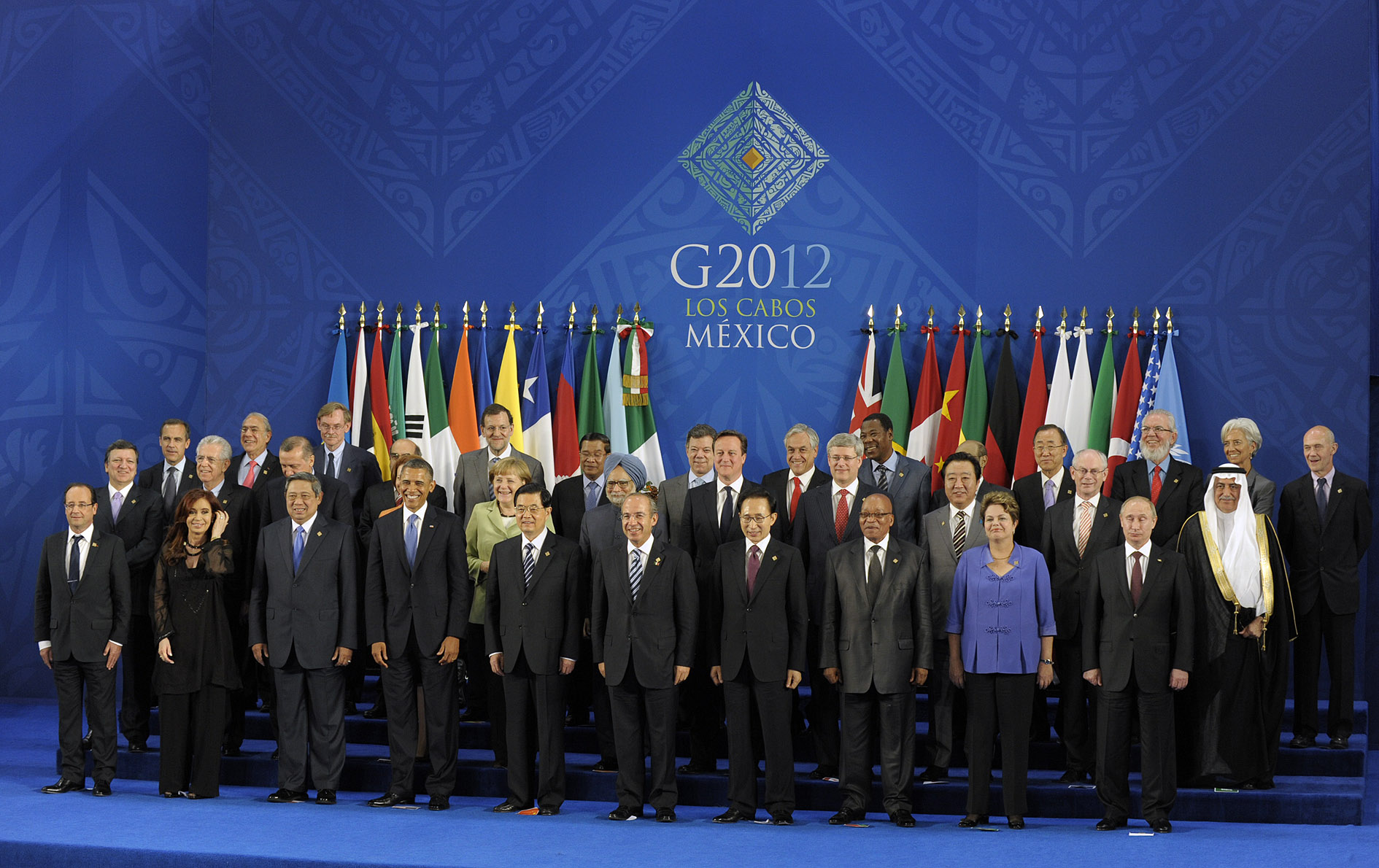
La presidenta Dilma Rousseff asistiendo a la cumbre del G-20 en Los Cabos, México, junto con el presidente mexicano Felipe Calderón; 2012.
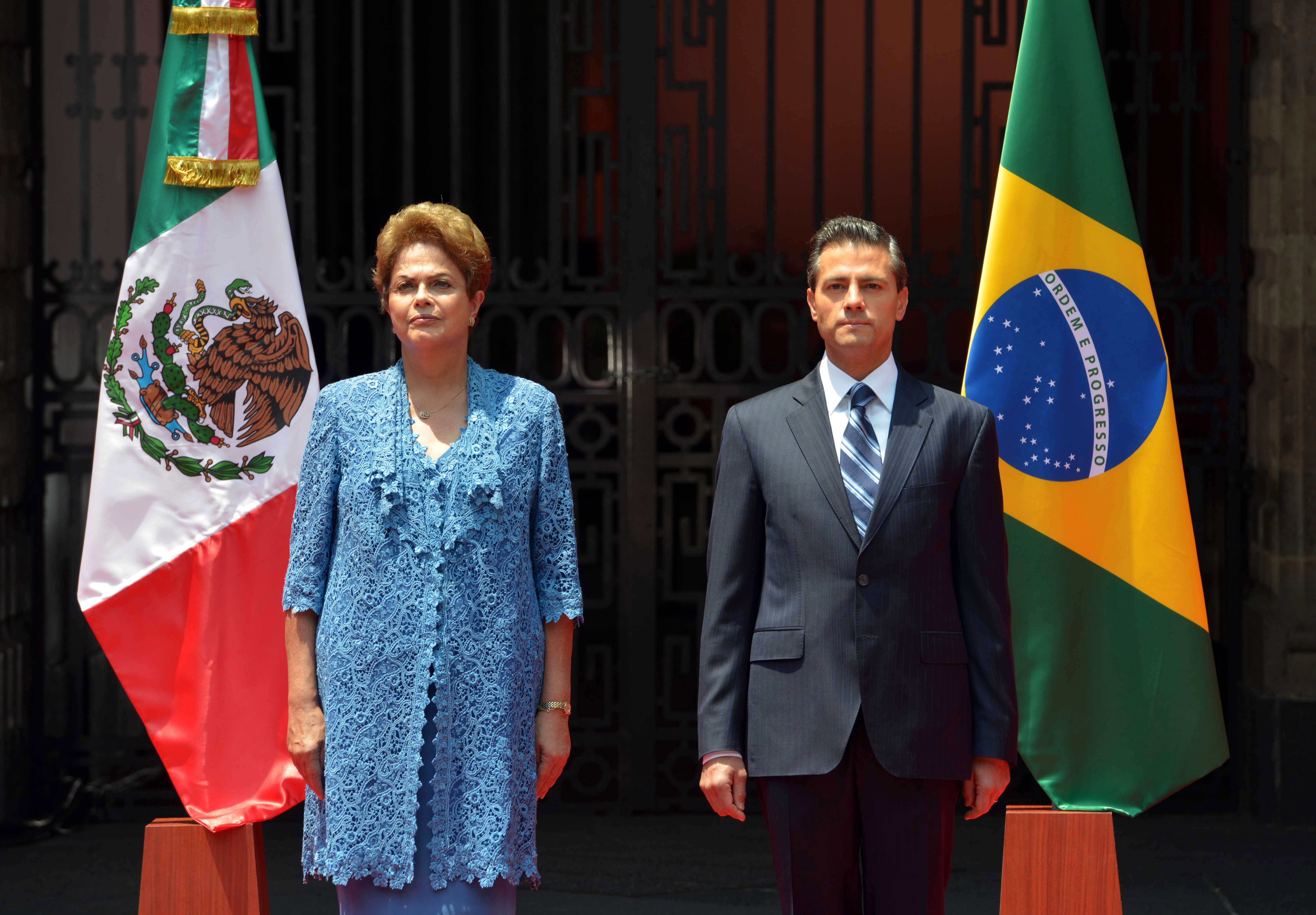
La presidenta Dilma Rousseff y el presidente Enrique Peña Nieto en la Ciudad de México; 2015.
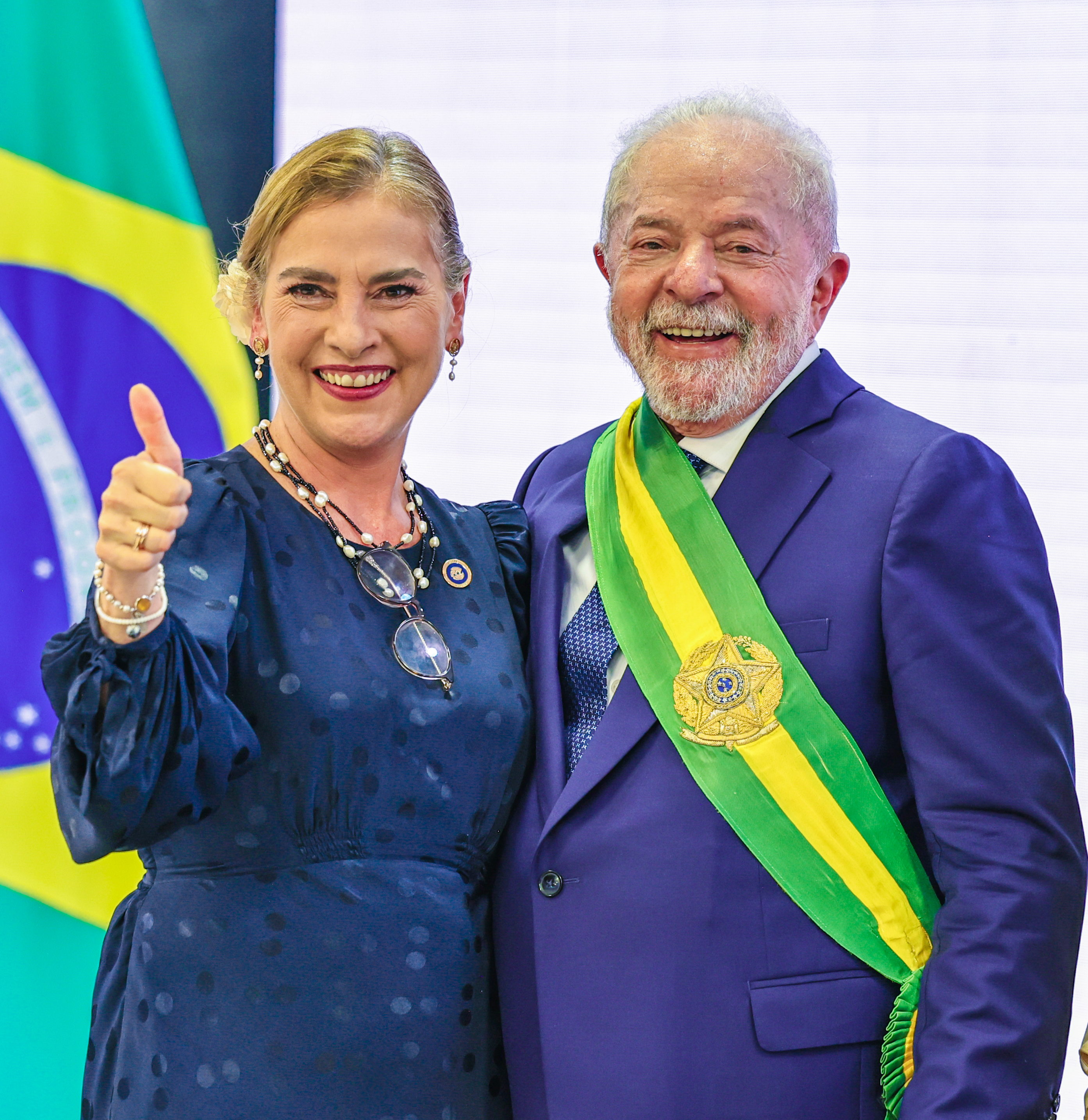
La Primera Dama de México Beatriz Gutiérrez Müller y el presidente Luiz Inácio Lula da Silva en Brasilia; enero de 2023.
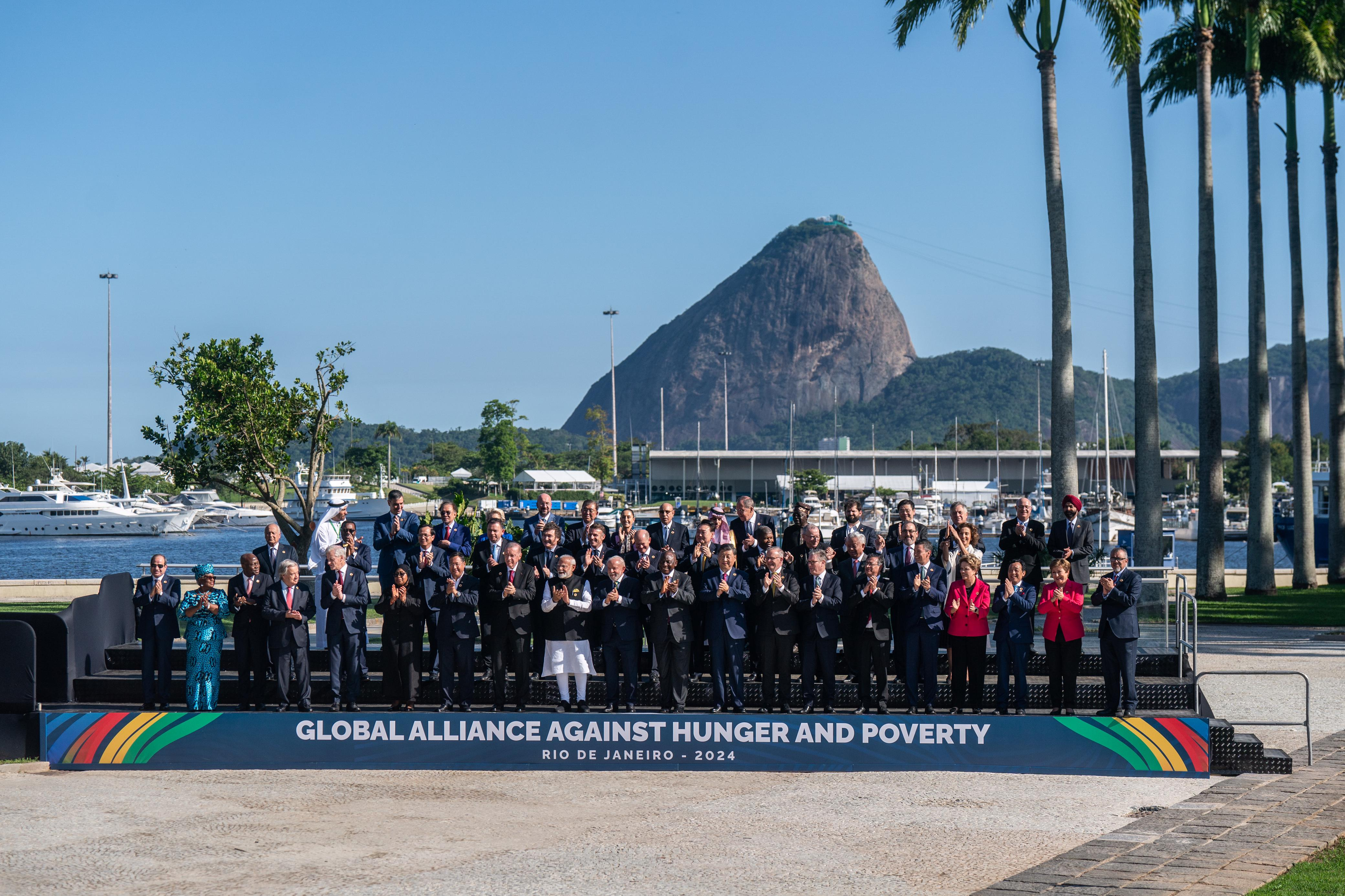
La presidenta Claudia Sheinbaum asistiendo al Cumbre G-20 en Río de Janeiro; noviembre de 2024.

## Acuerdos bilaterales
Ambas naciones han firmado numerosos acuerdos bilaterales, como un Acuerdo de Arbitraje (1909); Acuerdo de comercio (1931); Acuerdo para la revisión de textos para la enseñanza de la historia y la geografía (1933); Tratado de Extradición (1933); Acuerdo de Cooperación Científica y Técnica (1974); Acuerdo de Cooperación Turística (1974); Acuerdo de Cooperación Industrial (1979); Acuerdo de Cooperación Cultural y Educativa (1980); Acuerdo de Cooperación sobre Medio Ambiente (1990); Acuerdo de cooperación para combatir el narcotráfico y la drogo-dependencia (1996); Acuerdo para el Establecimiento de un Centro Regional para la Enseñanza de Ciencia y Tecnología Espaciales para América Latina y el Caribe (1997); Acuerdo para evitar la doble imposición y evitar la evasión fiscal en materia fiscal sobre la renta (2003); Tratado de cooperación sobre asistencia judicial recíproca en materia penal (2007); Acuerdo de servicios aéreos (2015); y un Acuerdo de Cooperación y de Facilitación de las Inversiones (2015).

## Transporte
Hay vuelos directos entre ambas naciones con las siguientes aerolíneas: Aeroméxico y LATAM Brasil.

## Relación comercial
En 2023, el comercio bilateral entre ambas naciones ascendió a $16.4 mil millones de dólares. Las principales exportaciones de Brasil a México incluyen: bienes para la industria siderúrgica; vehículos y partes; gallinas congelado y despojos de pollo y pulpa de sulfato. Las principales exportaciones de México a Brasil incluyen: vehículos con motor de pistón alternativo; partes de vehículos y ácido tereftálico y sus sales.
Varias compañías multinacionales mexicanas como Alpek, Alsea, América Móvil, Cemex, Coppel y Grupo Bimbo (entre otros) operan en Brasil. Al mismo tiempo compañías multinacionales brasileñas como Embraer, Grupo Marfrig, Odebrecht y Petrobras (entre otras) operan en México.

## Misiones diplomáticas
- Brasil tiene una embajada y un consulado-general en la Ciudad de México.[11]
- México tiene una embajada en Brasilia[12] y consulados-generales en Río de Janeiro[13] y en São Paulo.[14]

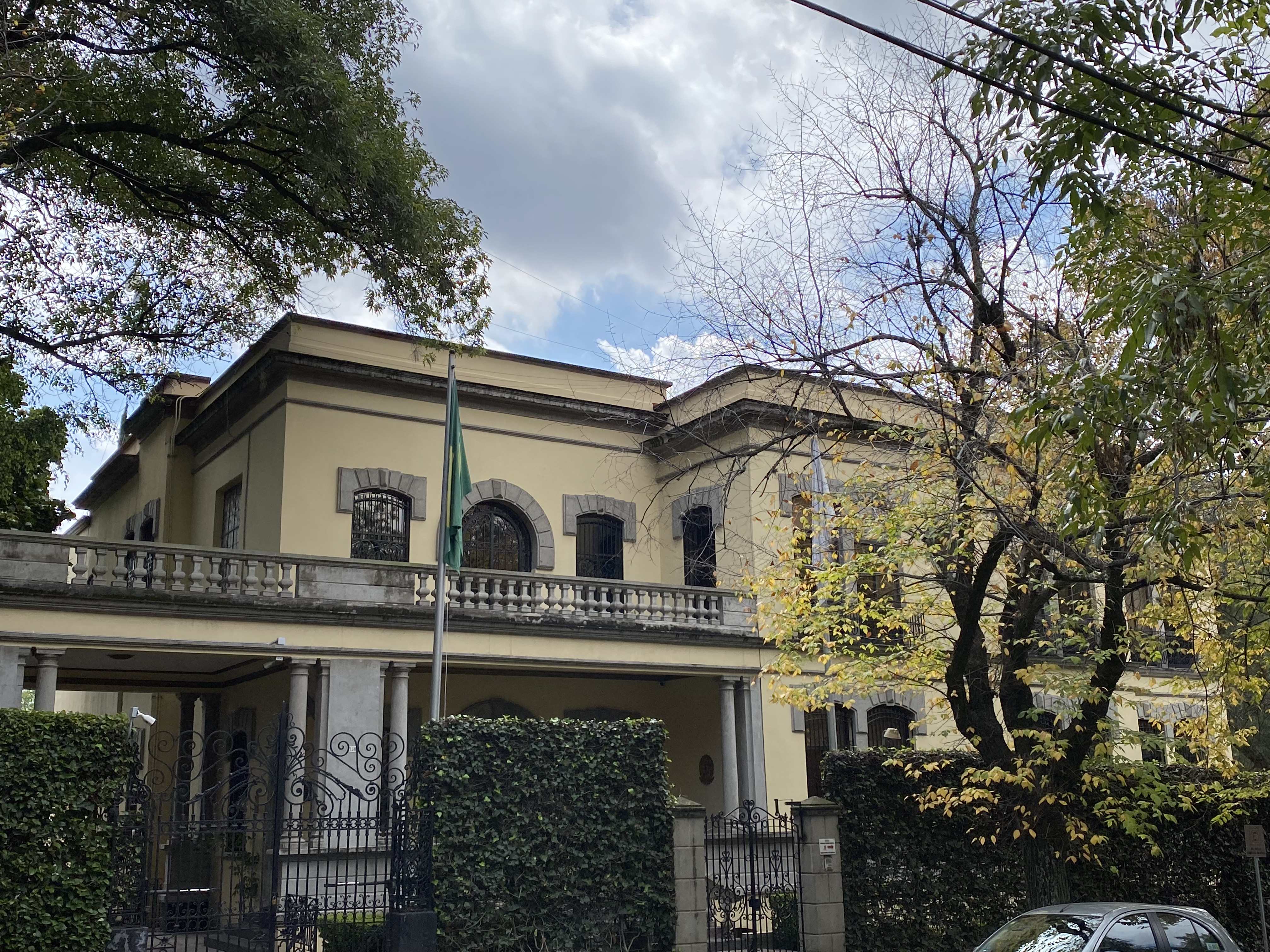
Embajada de Brasil en la Ciudad de México
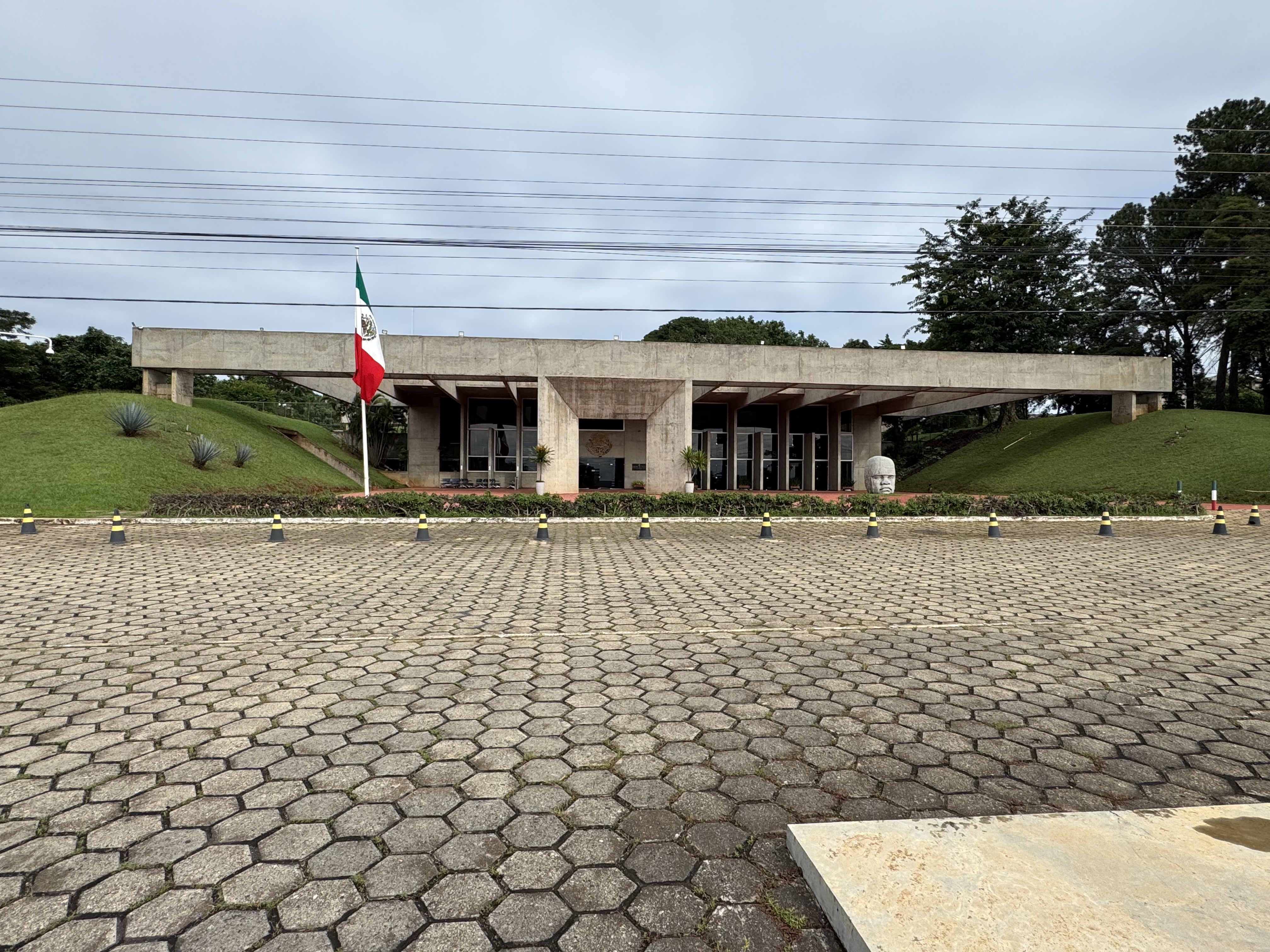
Embajada de México en Brasilia
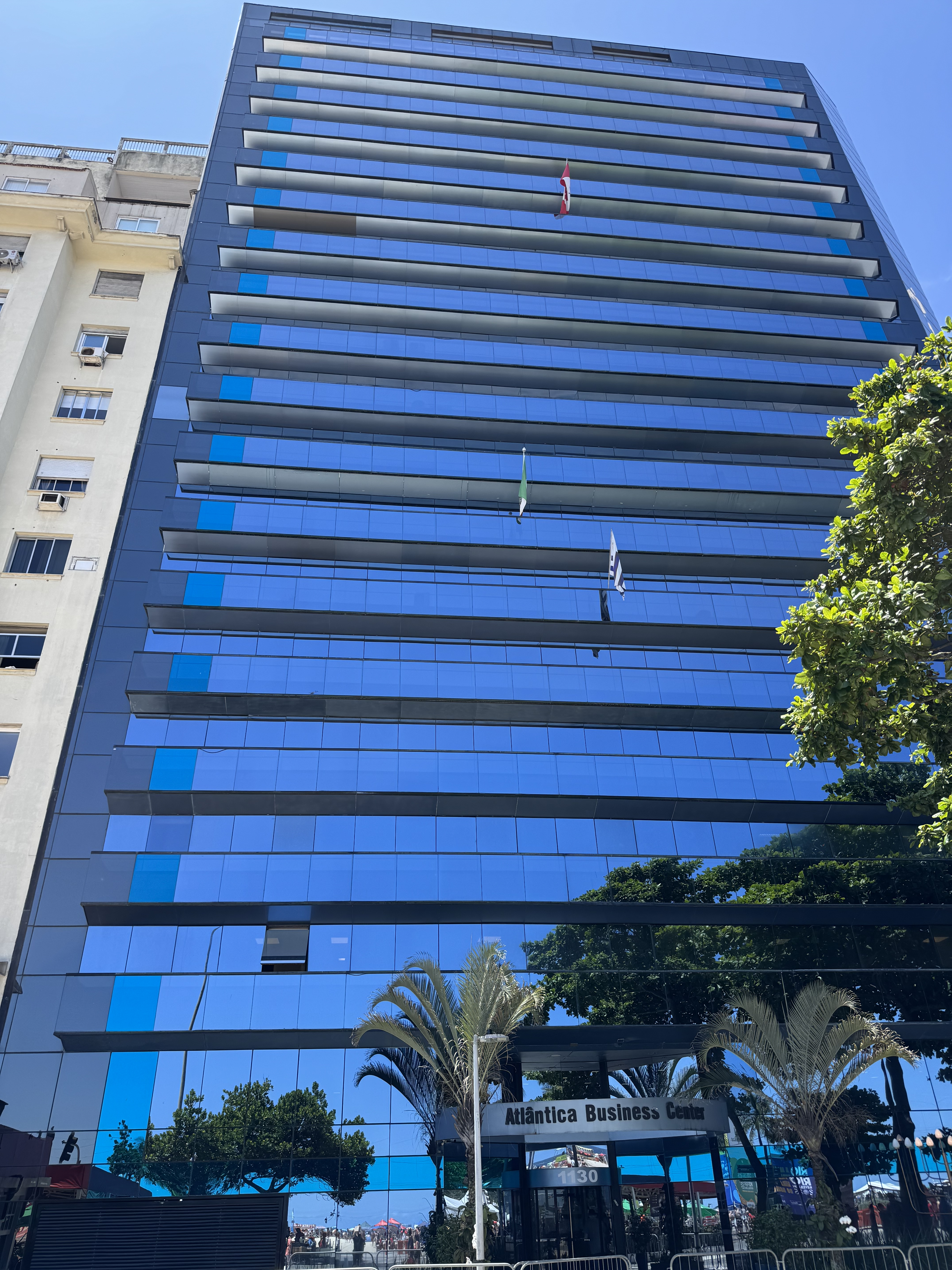
Consulado-General de México en Río de Janeiro
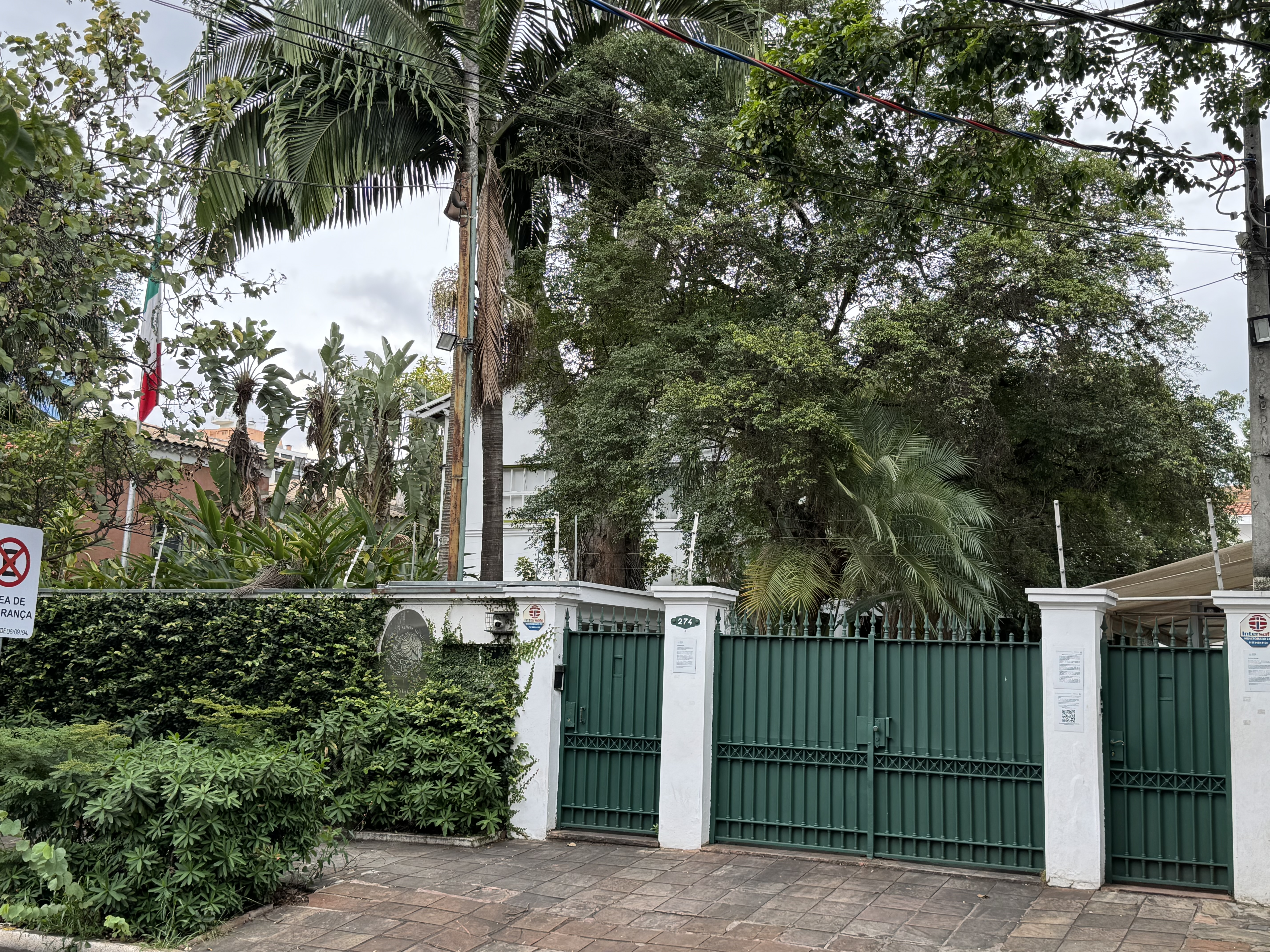
Consulado-General de México en São Paulo